# J. R. R. Tolkien
J. R. R. Tolkien (ejtsd: tolkín), CBE, teljes nevén John Ronald Reuel Tolkien (Bloemfontein, Oranje Szabadállam, 1892. január 3. – Bournemouth, Anglia, 1973. szeptember 2.) angol író, költő, filológus, nyelvész, egyetemi tanár, illusztrátor. Az Oxfordi Egyetemen az angolszász nyelvek professzora 1925-től 1945-ig, majd az angol nyelv és irodalom professzora 1945-től 1959-ig. Habár tudományos munkássága rendkívül jelentős, neve a nagyközönség körében mégis sokkal inkább írói és költői tevékenysége okán ismert: az egyetemes irodalomtörténet legolvasottabb, legelismertebb és legnagyobb hatású alakjai közé tartozik.
Legismertebb műve a Gyűrűk Ura, valamint az ezt megelőző A hobbit (Szobotka Tibor eredeti fordításában A babó). Középfölde eredetével és történelmével foglalkozó könyve, a Szilmarilok mára szintén széles körben ismert. Ez utóbbi mű több tucat másik, Középfölde-témájú kötetéhez hasonlóan halála után jelent meg. E művek helyszínét, Középföldét az úgynevezett Arda- vagy tolkieni mitológiában helyezte el, melyet az angolszász népek eredetmitológiájaként képzelt el, ezért a klasszikus értelemben véve nem fantasy. E világot óriási történelmi, irodalmi, teológiai és filozófiai műveltségének és rendkívül termékeny fantáziájának segítségével keltette életre és alkotta meg a legapróbb részletekig. Gondolkodására mindezek mellett mély katolicizmusa, valamint az első és a második világháború, és az ipari forradalom keserű tanulságai óriási hatást gyakoroltak. Az első világháború embertelenségét a véres Somme-i csatán keresztül közvetlenül kiskatonaként, az 1930-as évek, majd a második világháború kegyetlenségét Angliából közvetve élte át.
Mitológiájának középpontja lényegében a Középföldeként megjelenített Európa őstörténete, így érdeklődése homlokterében mindig az európai történelem és kultúra állt, ugyanakkor műveiben a világtörténelem és különösen a keleti kultúrák sokrétű ismeretéről is tanúbizonyságot tesz. E művek folyamatos és időtálló népszerűsége alapozta meg hírnevét a modern fantasy atyjaként. Ő fektette le azokat az alapokat, amelyekre e műfaj a mai napig épül.
Nyelvészként egyik legnagyobb szenvedélye a nyelvekkel való foglalatosság volt. Több mint egy tucat mesterséges nyelvet alkotott, melyek közül több (például a quenya és a sindarin) anyanyelvi szinten alkalmazható, ezen nyelvek számára ráadásul fejlődésük alakulását is kidolgozta. A mesterséges nyelvekkel kapcsolatos szenvedélye nagyon korán megmutatkozott az eszperantó felé tanúsított rajongásában, emellett magát az Arda-mitológiát lényegében saját kitalált nyelvei köré formálta meg. A mesterséges nyelvek mellett a természetes nyelveket is szenvedélyesen tanulmányozta és tanulta, mintegy húsz természetes nyelven beszélt, ezek közül az angol mellett az óészaki, a finn és a latin voltak rá a legnagyobb hatással.
Saját tapasztalatainak, műveltségének és rendkívüli éleslátásának köszönhető, hogy korát messze megelőzve foglalkozott olyan fajsúlyos kérdésekkel, mint a modern társadalom által okozott környezetszennyezés és annak következményei, valamint az emberi kapcsolatokból, nagyravágyásból, esendőségből és az újkori háborúkból fakadó pszichológiai és pszichiátriai problémák.
Ezeken túl megannyi tudományos munkája kapcsolódik a Beowulf, Sir Gawain és a Zöld Lovag témákhoz. Az Inklings („Tintafiak”) nevű nagy hatású irodalmi vitakörhöz tartozott és közeli barátságban állt C. S. Lewis-szal, a Narnia krónikái szerzőjével. Életművét halála után legkisebb fia, Christopher Tolkien gondozta, aki apja hagyatékát szerkesztve számos könyvet adott ki 2020-ban bekövetkezett haláláig.
Életművével számos kutató foglalkozik a legmagasabb tudományos szinten világszerte. A műveivel és életével foglalkozó tudományágat tolkienológiának, az azt művelő tudóst pedig tolkienistának nevezzük.

## Életrajza

### Fiatalkora
Bár az oranjei Bloemfonteinban született, J. R. R. Tolkien gyermekkora nagy részét az angliai Birminghamben töltötte, majd Oxfordban tanult. Apját, Arthur Tolkien banktisztviselőt a reumás láz okozta legyengülés következtében fellépő agyvérzés korán elvitte (1896). Anyja, anglikán családja tiltakozása ellenére, áttért a római katolikus hitre. Nem sokkal ezután (1904) derült ki cukorbetegsége, de még így is erején felül gondoskodott abban az időben szintén sokat betegeskedő két fiúgyermekéről. Még ez év novemberében diabetikus kómába esett és meg is halt.
Tolkien olthatatlan szeretetet érzett anyja iránt, aki „valódi mártír volt, és nem mindenkinek adja meg az Úr oly könnyen azt az ajándékot … egy anyát, aki halálra dolgozza magát, hogy gondoskodjék a fiairól és az ő hitükről.” Ez nagy hatást gyakorolt vallásosságára, mivel úgy érezte, anyja emlékét és magányos küzdelmét katolikus hitéért nem teheti értelmetlenné azzal, hogy más vallású vagy vallástalan lesz (Tolkien mély hitének szerepe volt abban, hogy C. S. Lewis később feladta ifjúkori ateizmusát és visszatért az anglikán egyházhoz). Írásaiban is megjelenik a keresztény értékrend és szimbolizmus.
Anyjuk halála után Tolkien és öccse, Hilary gyámja Francis Xavier Morgan atya lett, akivel elköltöztek egy panzióba. Ronald ekkor ismerte meg élete első nagy szerelmét és későbbi feleségét, Edith Mary Brattet. Gyámja látván, hogy a lány eltereli Tolkien figyelmét az iskolától, eltiltotta őket egymástól addig, míg Tolkien el nem éri a nagykorúságot, azaz a huszonegy éves kort. Morgan atya kivetnivalónak találta azt is, hogy Edith Bratt anglikán vallású. Tolkien legalább annyira ragaszkodott gyámjához, mint Edithhez, ezért a hároméves tilalmi időszakot betartotta. Egyetlen korai kivétel történt, ekkor gyámja egyetemi tanulmányainak beszüntetésével is megfenyegette. A tilalom lejártával aztán Tolkien azonnal felvette a kapcsolatot Edith-tel, majd feleségül vette 1916. március 22.-én. Férje hatására ő is áttért a katolikus hitre. Tolkien feleségét később Lúthien alakjában örökítette meg írásaiban. „Ő volt az én Lúthienem” – írta később egy levelében fiának, Christophernek.

### Ifjúkora

#### Oxfordi egyetemi évek
Fiatalon fordult érdeklődése a nyelvek irányába. Az olyan antik vagy ősi eredetű nyelvek, mint a latin, az ógörög, a walesi, a gót, az óskandináv nyelvek, az óangol különféle változatai, és a finn, különösen elbűvölték. Már ebben a korban, illetve oxfordi egyetemi évei alatt, megkezdte mesterséges nyelveinek kidolgozását (1915-re már igen előrehaladt a tündenyelvek kidolgozásában). Ezekben az években alapította legközelebbi barátaival a T.C.B.S.-kört (Tea Club, Barrowian Society, azaz Barrowiánus TeaKlub Társaság), ami egy kötetlen, műkedvelő irodalmi önképzőkör volt, mely rendszeres időközönként összeült, a tagok egymás verseit és felolvasásait hallgatták, illetve szatirikus színdarabokat adtak elő. Tolkien is nekik olvasta fel első verseit, melyekben már megjelennek a tündék, orkok és hasonló mitológiai alakok.

### Az első világháború
Tolkien az első világháború idején, még egyetemistaként, csatlakozott a brit hadsereghez, amelynek a legtöbbször kitüntetett egységében szolgált. Szemtanúja volt rengeteg bajtársa, köztük közeli barátai halálának, részt vett a nyomasztóan értelmetlen lövészárok-hadviselésben (mely emberéletek ezreit követelte anélkül, hogy a frontvonal egy tapodtat is mozdult volna), és egy élősködők terjesztette fertőző lövészárok-betegséget elkapva, ő maga is kórházba került. Lábadozása idején kezdte el írni mitológián és népköltészeten alapuló történeteit, melyek később (Tolkien halála után) Az elveszett mesék könyve címen jelentek meg. Műveinek tanulmányozói szerint írását nagyban befolyásolta a háború, a képzelet segítségével próbált elmenekülni a gyárak, gépek, fegyverek és bombák 20. századából. Ezek a motívumok ugyanakkor írásaiban is megjelentek: a Melkó (később Melkor) nevű pusztító, gonosz istenség/angyal állandó harcában a teremtő és jóságos erőkkel, a valákkal és tündékkel.

### Az érett Tolkien

#### Leedsi tanári kinevezése

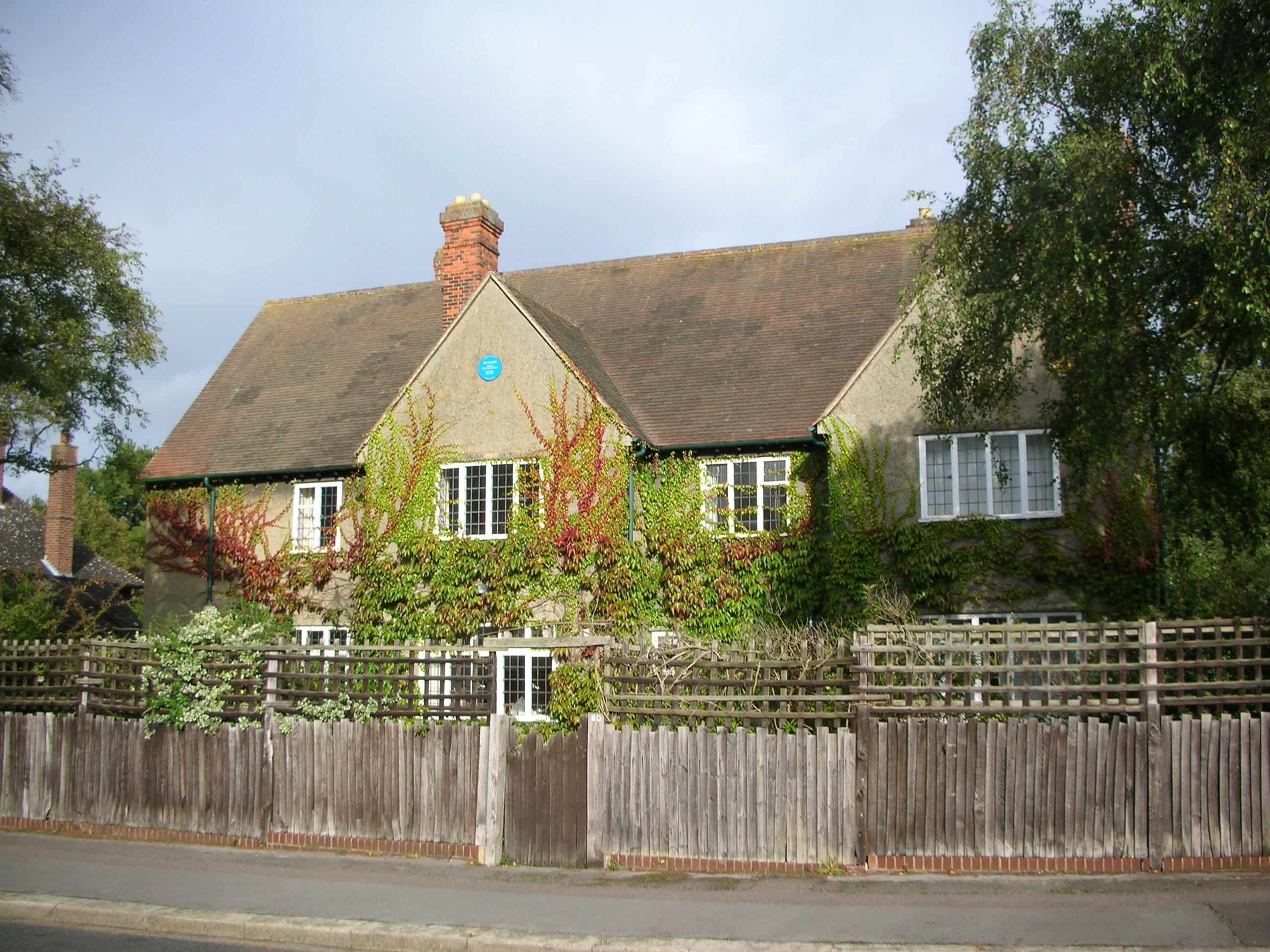
A Tolkien család otthona a harmincas és negyvenes években (Northmoor Road 20.)

A világháború után, 1918 novemberétől Tolkien részt vett az oxfordi New English Dictionary (Új angol szótár) készítésében, melynek szerkesztőségébe egykori izlandinyelv-tanára, William Craigie ajánlotta be. Ebben az időszakban családjával Oxfordba költözött. 1920-ban az angol nyelv docenseként a leedsi egyetemen vállalt munkát, 1921-től kezdve a család Leedsben is lakott; 1925-ben azonban visszatért Oxfordba az angolszász nyelv professzoraként.
1917-ben született első fia, John; 1920-ban második fia, Michael; 1924-ben harmadik gyermeke, Christopher Reuel Tolkien (később az apa posztumusz műveinek szerkesztője és társszerzője), 1929-ben pedig lánya, Priscilla Tolkien.
1945-ben az oxfordi Merton College-ba került, itt az angol nyelv és irodalom professzora lett, és egészen 1959-es nyugdíjba vonulásáig betöltötte posztját.

#### Halála

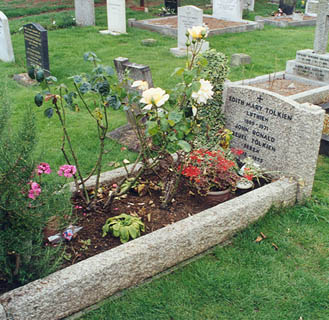
Edith és J. R. R. Tolkien sírja Oxfordban

1973 késő nyarán megbetegedett (régebb óta kedélybetegség gyötörte és emésztési panaszai is voltak), augusztus 30-án csütörtök éjjel rosszul lett, ezért egy Bournemouth közeli magánkórházba vitték. Állapota egyre rosszabbá vált, akut vérző gyomorfekélyt diagnosztizáltak nála az orvosok, amely elfertőződött, és a fertőzés gyorsan terjedt; végül szeptember 2-án, szombaton kora reggel végzett vele.
Az oxfordi Wolvercote temetőben Tolkien és felesége sírkövének felirata Berennek és Lúthiennek nevezi őket, utalásként Középfölde legszebb szerelmi történetének főszereplőire.

## Művei
Tolkien szeretett mind valódi és mesterséges nyelvekkel foglalkozni, sőt ilyeneket teremteni; mind mesés történeteket kitalálni gyermekei szórakoztatására. Ami a nyelveket illeti: öccsével és unokahúgaival már gyermekkorukban több ún. gyermeknyelvet is kitaláltak („állatnyelv”, melyben a szavakat állatnevek és számok helyettesítették; illetve a Nevbosh avagy új nonszensz, melyet az angolból, franciából, latinból és ógörögből gyúrtak össze); ami pedig a fantáziadús történeteket illeti: gyermekeinek minden évben leveleket írt a Mikulás nevében. Az ezekből kialakuló novellafüzért később Karácsonyi levelek címen adták ki.
Tolkien sosem gondolta, hogy történetei ekkora népszerűségre tesznek szert. Egy korábbi tanítványa kérésére jelentette meg A hobbit (más magyar kiadásban: A babó) című könyvét, amit gyermekei szórakoztatására írt. Bár gyermekeknek íródott, a könyvet rengeteg felnőtt is elolvasta, és elég népszerűnek bizonyult ahhoz, hogy kiadója, az Allen & Unwin folytatást kérjen Tolkientől. Ennek hatására több művet is írt, de ezekkel a kiadó vagy nem volt elégedett, vagy pedig nem tartotta A hobbit elgondolható folytatásának. Ám végül megszületett leghíresebb műve, a háromkötetes A Gyűrűk Ura (megj. 1954–55). A regény megírása tizenhét évbe telt, ezalatt Tolkien az „Inklings" vitakör teljes támogatását élvezte (köztük legközelebbi barátjáét, C. S. Lewisét, aki a Narnia krónikái szerzője).
Tolkien fő művének kétségtelenül a Szilmarilok címen összefoglalt írásainak gyűjteményét tartotta. Ezekben foglalta össze legszemélyesebb élményeit, világnézetének legmélyebb elemeit és fantáziavilága teremtéstörténetét, előzményeit. Ezt a művet – ha egyáltalán lehet egységes műről beszélni, bár kétségtelen, hogy Tolkiennek szándékában állt ilyenné gyúrni – sosem fejezte be, maga a mű csak mint számos össze-vissza korrektúrázott füzet létezett, amelyekből Tolkien elkezdett egy kiadásra szánt kivonatot készíteni. Ez a könyv életében sosem jelent meg, a sajátosan pesszimista Tolkien maga is úgy érezte, hogy sosem tehet szert akkora népszerűségre, mint két populárisabb könyve, A Gyűrűk Ura és A hobbit. A mű kiadása felett még kiadójával is összeveszett, ez a vita majdnem A Gyűrűk Ura megjelenését is meghiúsította. A mű könyv alakban csak a szerző halála után jelent meg, fia, Christopher jelentős – és épp emiatt többek által bírált – közreműködésében: egyes vélemények szerint (ezekről maga Ch. Tolkien ír a könyv előszavában) A szilmarilok, annak könyv alakban megjelent „végleges” változata, valójában nem Tolkien műve, hanem társszerzős alkotásnak tekintendő.
A Gyűrűk Ura a hatvanas években hatalmas sikert aratott és azóta is rendkívüli népszerűségnek örvend. A mű, ahogy a hasonló szintetikus művek és mítoszregények általában, elképzelhetetlenül sok (vélelmezett vagy bevallott) irodalmi és mitológiai vonatkozást vagy átvételt tartalmaz, elsősorban az óskandináv és óangol mítosz- és legendairodalomból, de kortárs irodalmi művek (főleg tündérmesék) is hatottak az íróra, azonkívül – bár szándékosan jól eldolgozott ecsetvonásokkal – tagadhatatlanul megjelenik benne a keresztény (katolikus) vallás szemléletmódja is. A mitológiai elemek feltárása, azok összefüggései a Gyűrűk Ura (és a többi Tolkien-mű) körüli metairodalom komoly, valószínűleg legterjedelmesebb szeletét alkotja.
Tolkien eleinte úgy gondolta, A Gyűrűk Ura hasonló gyermekmese lesz, mint A hobbit, ám a történet hamarosan sötétebb és komolyabb lett. Bár A hobbit közvetlen folytatása, sokkal idősebb közönséghez szól. A Gyűrűk Ura egy részletesen kidolgozott világban játszódik, Középföldén, aminek leírása megtalálható az író halála után kiadott A szilmarilokban és más művekben.
A Gyűrűk Ura a 20. század egyik legnépszerűbb szépirodalmi alkotása lett. Tolkien a mai napig nagy hatással van a fantasyirodalomra, mely A Gyűrűk Ura sikere után nőtt föl igazán.

### Életében kiadott művek
- 1937 A hobbit / A babó
- 1945 Pepecs mester falevele (nem Középföldén játszódik)
- 1947 On Fairy-Stories (A tündérmesékről, esszé)
- 1949 A sonkádi Egyed gazda (középkori mese, nem Középföldén játszódik; megjelent Giles, a sárkányok ura címmel is)
- 1954 A Gyűrű szövetsége (A Gyűrűk Ura 1. kötete)
- 1954 A két torony (A Gyűrűk Ura 2. kötete)
- 1955 A király visszatér (A Gyűrűk Ura 3. kötete)
- 1962 Bombadil Toma kalandjai és más versek a vörös könyvből (versek)
- 1964 A gyűrű nyomán – Fa és levél (az On Fairy-Stories és a Leaf by Niggle egy könyvben)
- 1967 A woottoni kovácsmester
- 1967 The Road Goes Ever On (dalok Donald Swann zeneszerzővel közösen)

### Posztumusz kiadású művek
Tolkien haláláig írta Középföldén játszódó történeteit. Ennek az anyagnak nagy részét fia, Christopher Tolkien rendezte egy kötetbe Guy Gavriel Kay fantasyíró segítségével, ez A szilmarilok címmel jelent meg 1977-ben. Christopher Tolkien több könyvet is adott ki Középföldéről:
- 1977 A szilmarilok (A Gyűrűk Ura előzményei)
- 1980 A Gyűrű keresése (történetek Númenorról és Középföldéről)
- 1981 The Letters of J. R. R. Tolkien
- 1983 Szörnyek és ítészek (tanulmányok)
- 1983 Az elveszett mesék könyve I.
- 1984 Az elveszett mesék könyve II.
- 1985 Beleriand dalai
- 1986 Középfölde formálása
- 1987 The Lost Road and Other Writings
- 1988 The Return of the Shadow (The History of The Lord of the Rings v.1)
- 1989 The Treason of Isengard (The History of The Lord of the Rings v.2)
- 1990 The War of the Ring (The History of The Lord of the Rings v.3)
- 1992 Sauron Defeated (The History of The Lord of the Rings v.4)
- 1993 Morgoth's Ring (The Later Silmarillion v.1)
- 1994 The War of the Jewels (The Later Silmarillion v.2)
- 1996 The Peoples of Middle-earth
- 2007 Húrin gyermekei
- 2007 The History of The Hobbit I: Mr. Baggins
- 2007 The History of The Hobbit II: Return to Bag-End
- 2017 Beren és Lúthien
- 2018 Gondolin bukása

A Tolkien halála után megjelent művekben, például a The History of Middle-earth (Középfölde történelme) és A Gyűrű keresése címűekben befejezetlen, félbehagyott és a megjelent műveknek ellentmondó történetek vannak, Tolkien ugyanis évtizedeken át dolgozott mitológiáján, a történeteket egyfolytában átírta, szerkesztette és bővítette. Csak A szilmarilok van szinte teljes összhangban A Gyűrűk Urával, ez is csak Christopher Tolkien szerkesztői munkájának köszönhetően. Még maga Christopher is azt mondja, sok következetlenség maradt benne.
A Középföldén játszódó művek egy érdekes darabja még a Bilbo's Last Song (Bilbo utolsó dala) című vers (1990).
Egyéb, Középföldéhez nem kapcsolódó művek, melyek Tolkien halála után jelentek meg (többségében gyermekeinek írt történetek):
- 1975 Sir Gawain és a Zöld Lovag, Pearl, Sir Orfeo (középkori versek, melyeket Tolkien fordított)
- 1976 The Father Christmas Letters
- 1982 Mr. Bliss (Kürtő úr, 2008)
- 1995 J. R. R. Tolkien: Artist and Illustrator (Tolkien illusztrációi)
- 1998 Roverandom (Kóborló és a varázsló, 2002)
- 2009 The Legend of Sigurd and Gudrún
- 2013 The Fall of Arthur
- 2014 Beowulf (tartalmazza a korábban kiadatlan "Sellic Spell" című írást is)

Tolkien eredeti kézirataiból több jelenleg a Marquette University (Milwaukee, Wisconsin, USA) tulajdonában van, köztük A Gyűrűk Ura, A hobbit és A sonkádi Egyed gazda kéziratai, jegyzetek és levelek; más kéziratok (köztük A szilmariloké) az oxfordi Bibliotheca Bodleianában vannak.

## Magyarul
- A babó; (Budapest: Móra, 1975; ford. Szobotka Tibor, versford. Tótfalusi István) [A hobbit címen is]
- A Gyűrűk Ura, 1-3.; (Budapest: Gondolat, 1981; ford. Göncz Árpád, Réz Ádám, versford. Tandori Dezső)
  - 1. A Gyűrű szövetsége
  - 2. A két torony
  - 3. A király visszatér
- A sonkádi Egyed gazda, azaz A nép nyelvén a Házisárkány urának fölemelkedése és csodálatos kalandjai; (Budapest: Móra, 1988; ford. Göncz Árpád) [Giles, a sárkány ura címen is]
- A szilmarilok (Budapest: Árkádia, 1991; ford. Gálvölgyi Judit)
- Giles, a sárkány ura. Giles gazda – Tame lordjának, Worminghall grófjának, a Parányi Királyság királyának – felemelkedése és mesés kalandjai (Budapest: Fárum ars - Merényi, 1994; ford. Német Anikó) [A sonkádi Egyed gazda címen is]
- A wootton-i kovácsmester (Budapest: Fárum-ars, 1994; ford. Németh Anikó)
- A Gyűrű keresése. Befejezetlen regék Középföldéről és Númenorról, 1-2. (Szeged: Szukits, 1995; ford. Szántó Judit, Koltai Gábor) [Befejezetlen regék... címen is]
- Az elveszett mesék könyve, 1-2.; (Kaposvár: Holló és Társa, 1996; ford.: Tandori Dezső) [Lásd még: Középfölde Históriája I-II. kötet]
- A Gyűrű nyomán. Fa és levél (Budapest: Merényi, 1996; ford. Német Anikó)
- J. R. R. Tolkien meséi (Szeged: Szukits, 2000; ford. Békési József et al.)
- Kóborló és a varázsló (Szeged: Szukits, 2001; ford. Szántai Zsolt)
- A woottoni kovácsmester (Szeged: Szukits, 2002; ford. Békési József)
- Bombadil Toma kalandjai (Szeged: Szukits, 2002; ford. Tótfalusi István, Uhrman Iván)
- Szörnyek és ítészek (Szeged: Szukits, 2006; ford. Koltai Gábor, Nagy Gergely)
- A hobbit vagy Oda-vissza (Budapest: Európa Könyvkiadó, 2006; ford. Gy. Horváth László, versford. N. Kiss Zsuzsa)
- A hobbit. "Egyszer oda, aztán vissza" (Budapest: Ciceró, 2006; ford. Szobotka Tibor, versford. Tótfalusi István) [A babó címen is]
- Kürtő úr; ill. a szerző, ford. Acsai Roland; Partvonal, Bp., 2008
- Narn i chîn Húrin. Húrin gyermekeinek legendája; szerk. Christopher Tolkien, ford. Gálvölgyi Judit; Európa, Bp., 2008
- Befejezetlen regék Númenorról és Középföldéről (Budapest: Európa Könyvkiadó, 2012, 2014, 2017, 2019; ford.: Szántó Judit, Koltai M. Gábor, Göncz Árpád, Réz Ádám, Gálvölgyi Judit) [A Gyűrű keresése címen is]
- Beowulf. Fordítás és kommentár (Budapest: Európa Könyvkiadó, 2015; ford. Nagy Andrea, Tótfalusi István)
- Karácsonyi levelek (Budapest: Cartaphilus, 2016 / Budapest: Magvető, 2019, 2020, 2021, 2022, 2024; ford.: M. Szabó Csilla, Falcsik Mari)
- Kullervo története (Budapest: Európa Könyvkiadó, 2016; ford. Tótfalusi István)
- Beren és Lúthien (Budapest: Európa Könyvkiadó, 2018; ford. Gy. Horváth László, versford. N. Kiss Zsuzsa)
- Gondolin bukása (Budapest: Magvető, 2019; ford. Gálvölgyi Judit, Mesterházi Mónika)
- Númenor bukása (Budapest: Magvető, 2023; ford.: Bonácz Ágnes; illusztrálta: Alan Lee)

KÖZÉPFÖLDE HISTÓRIÁJA sorozat
- Elveszett mesék könyve I. (Budapest: Helikon Kiadó, 2017, 2018, 2019, 2022, 2025; Középfölde Históriája I.; ford.: Tandori Dezső, Ürmössy Zsuzsanna, Füzessy-Bonácz Ágnes)
- Elveszett mesék könyve II. (Budapest: Helikon Kiadó, 2017, 2018, 2022; Középfölde Históriája II.; ford.: Tandori Dezső, Ürmössy Zsuzsanna, Füzessy-Bonácz Ágnes)
- Beleriand dalai (Budapest: Helikon Kiadó, 2018; Középfölde Históriája III.; ford. Nagy Andrea, Ábrahám Zsófia, Bonácz Ágnes)
- Középfölde formálása (Budapest: Helikon Kiadó, 2019, 2020; Középfölde Históriája IV.; Bonácz Ágnes, Büki Gabriella, Fehér Viktória, Nagy Andrea)
- Az elveszett út és más írások (Budapest: Helikon Kiadó, 2021; Középfölde Históriája V.; ford.: Nagy Andrea)
- A homály visszatér (Budapest: Helikon Kiadó, 2022; Középfölde Históriája VI. / A Gyűrűk Ura Históriája I.; ford.: Nagy Andrea)
- Vasudvard árulása (Budapest: Helikon Kiadó, 2024; Középfölde Históriája VII. / A Gyűrűk Ura Históriája II.; ford.: Nagy Andrea)
- A Gyűrűháború (Budapest: Helikon Kiadó, 2025; Középfölde Históriája VIII. / A Gyűrűk Ura Históriája III.; ford.: Nagy Andrea)

### Egyéb, Tolkien nyomán
- Charles Crutchfield: A Dol Amroth-i orgyilkosok. Középfölde kalandmodul. J. R. R. Tolkien A Gyűrűk Ura c. műve alapján; ford. Borbély György, ill. Jeff Menges, Liz Danforth, térkép Ellisa Martin; Odin Fantasy, Bp., 1994
- S. Coleman Charlton: Középfölde szerepjáték. J. R. R. Tolkien A Gyűrűk Ura c. műve alapján; ill. Liz Danforth et al., térkép Ellisa Mitchell et al., ford. Borbély György et al.; Odin Fantasy, Bp., 1994
- Graham Staplehurst: Mordor kapui. Középfölde kalandmodul. J. R. R. Tolkien A Gyűrűk Ura c. műve alapján; ford. Nádori Gergely, ill. Jason Waltrip, térkép Stephen Sullivan; Odin Fantasy, Bp., 1994
- Tolkien világa. Középfölde festményei; ill. Inger Edelfeld et al.; Holló, Kaposvár, 1994
- Wolfgang Baur: Középfölde kincsei. J. R. R. Tolkien A Gyűrűk Ura c. könyve alapján; kieg. Terry Amthor et al., ill. Kent Burles et al., ford. Borbély György, Würth "Magic Horse" Attila; Odin Fantasy, Bp., 1995
- A hobbit; ill. David Wenzel, képregénynek átdolg. Charles Dixon, Sean Deming, ford. Lacza Katalin; Ciceró, Bp., 2002
- Andrew Murray: Az egyetlen eredeti Tolkien kvízkönyv. Több mint ezer kérdés és válasz J. R. R. Tolkien legfőbb műveiről; ford. Büki Gabriella; Lucullus, Bp., 2004
- J. R. R. Tolkienː A hobbit művészete; szerk., jegyz. Wayne G. Hammond és Christina Scull, ford. Bonácz Ágnes; Európa, Bp., 2012

## Nyelvek
Tolkien mindvégig lelkes nyelvtudós maradt: a nyelvtudomány iránti érdeklődése hatására tizenöt mesterséges nyelvet alkotott (közülük a leghíresebbek és legkidolgozottabbak A Gyűrűk Ura két tünde nyelve, a quenya és a sindarin.) Középfölde teljes kialakulását és történetét később ezekhez a nyelvekhez alkotta meg háttérként. A Gyűrűk Ura című művében több függelék is foglalkozik elképzelt világa nyelveinek leírásaival.
Tolkien tucatnyi európai nyelvet beszélt folyékonyan, az óangol és kelta mellett franciául, spanyolul és germán nyelveken is. Személyes leveleiben megjegyezte, hogy a finn nyelvet különösen szép hangzásúnak tartja és a Kalevala nagy hatással volt rá, mely bevallottan megjelenik A szilmarilok (lásd Túrin Turambar) illetve A Gyűrűk Ura című művében is.
Műveinek népszerűsége hatással volt a fantasy-irodalom nyelvhasználatára.